# 涨渡湖农场
湖北省国营涨渡湖农场，是位於湖北省武汉市新洲区涨渡湖街道的一個農場。涨渡湖农场始建于1953年，先后几易其名，于1972年定名为“湖北省国营涨渡湖农场”，并延用至今。涨渡湖农场1983年10月前农场归属黄冈地区管辖，后随新洲划入武汉市。農场现有版土面积27.9平方公里，可耕地面积31000余亩（其中耕地23000亩、精养渔池6000亩、湘莲林地等2000亩）。
农场现为正处级国营单位，机关内设三办一科，总场下辖4个分场：四道沟分场、园滩分场、杨叉河分场、马驿湖分场；27个生产大队：四道沟分场曹家湖大队、两莲湖大队、田家咀大队、二道沟大队、沙湖大队、盐包湖大队、段家湖大队、卷棚桥大队；园滩分场章草湖大队、百战湖大队、内园滩大队、外园滩大队、张家列大队、濠河大队；杨叉河分场扁担列大队、沐家泾大队、青泥湖大队、创新堤大队、杨叉河大队；马驿湖分场牯牛滩大队、落儿湾大队、杨柳湾大队、马驿湖大队、细河沟大队；1个社区居委会：沐家泾社区。
农场现有常住人口9100余人，其中职工4900余人。